# ماركوس سيلفا
ماركوس سيلفا هو لاعب كرة قدم برازيلي، ولد في القرن 20.